# Roy Bourgeois

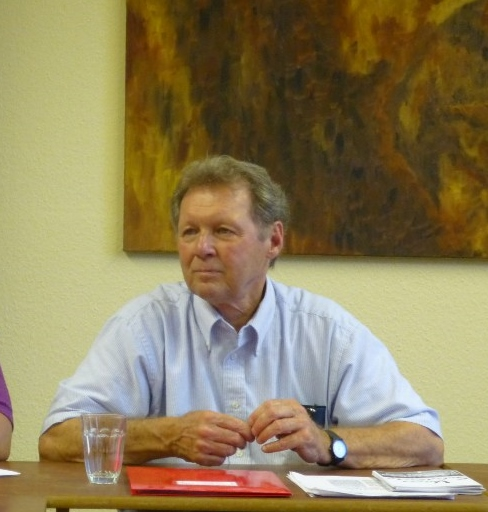

Roy Bourgeois (* 27. Januar 1938 in Lutcher, Louisiana, USA) ist ein ehemaliger römisch-katholischer Priester, Friedensaktivist, Gründer der Organisation School of the Americas Watch und Träger des Aachener Friedenspreises.

## Leben
Bourgeois studierte Geologie an der University of Southwestern Louisiana, der heutigen University of Louisiana at Lafayette. Zwischen 1963 und 1967 diente er als Marineoffizier im Vietnamkrieg und wurde mit dem Verwundeten-Auszeichnung Purple Heart ausgezeichnet. Nach seinem Militärdienst trat er dem Missionsorden Maryknoll bei. 1972 empfing er die Priesterweihe und war in der Mission in Bolivien tätig. Wegen seines Engagements gegen das Regime des damaligen Machthabers General Hugo Banzer, eines Absolventen der School of the Americas, wurde er 1977 verhaftet und ausgewiesen.
Nachdem 1980 vier Missionarinnen (darunter zwei seiner Maryknoll-Mitschwestern) von Todesschwadronen der salvadorianischen Nationalgarde vergewaltigt und anschließend ermordet worden waren, wurde er ein scharfer Kritiker der US-amerikanischen Außenpolitik in Lateinamerika. 1990 gründete er die School of the Americas Watch (SOA Watch), deren Ziel die Schließung der School of the Americas (im Jahr 2001 in Western Hemisphere Institute for Security Cooperation (WHINSEC) umbenannt). Dieses Ziel versucht die SOA Watch durch friedlichen Protest zu erreichen. Durch sein Engagement verbrachte Bourgeois seit 1980 insgesamt vier Jahre in US-Gefängnissen.
1998 sagte Bourgeois vor einen spanischen Richter aus, was dazu beitrug, dass der chilenische Ex-Diktator General Augusto Pinochet an sein Land ausgeliefert wurde, sodass er vor Gericht gestellt werden konnte.
Bourgeois setzt sich für die Ordination von Frauen in der katholischen Kirche ein. Mit einem Schreiben der römischen Kongregation für die Glaubenslehre vom 21. Oktober 2008 wurde er mit der Exkommunikation bedroht, wenn er nicht binnen 30 Tagen seine Überzeugungen widerrufe. In einem offenen Brief vom 7. November 2008 erklärte Bourgeois, warum ihm das nicht möglich sei. 2012 wurde durch den Vatikan vom Priesteramt entbunden (laisiert), exkommuniziert und von seinem Orden Maryknoll ausgeschlossen.

## Auszeichnungen
- Purple Heart
- Pax Christi USA Pope Paul VI Teacher of Peace Award (1997)
- Aachener Friedenspreis (2005)[3]
- Thomas Merton Award (2005)
- Bourgeois wurde im Jahr 2010 für den Friedensnobelpreis vorgeschlagen.